# Stolk
Stolk (früher im Dän. auch Stollik) ist eine Gemeinde im Kreis Schleswig-Flensburg in Schleswig-Holstein.

## Geographie

### Geographische Lage
Das in Ost-West-Richtung langgestreckte Gemeindegebiet erstreckt sich zu beiden Seiten des zerklüfteten Übergangs der Naturräume Angeln (Nr. 700) und Schleswiger Vorgeest (Nr. 697) in den Landschaftsräumen Schleswig-Holsteinisches Hügelland und Schleswig-Holsteinische Geest nordöstlich vom Idstedter See. Die Wasserscheide zwischen Nord- und Ostsee verläuft durch die Gemarkung.

### Gemeindegliederung
Das Gemeindegebiet von Stolk wurde in einem zur Volkszählung in der Bundesrepublik Deutschland 1987 erfassten Verzeichnis siedlungsgeographisch in mehrere Wohnplätze gegliedert. Gemäß diesem Dokument befanden sich in der Gemarkung das namenstiftende Dorf, außerdem die Häusergruppen Helligbek (dänisch Helligbæk), Schwenshöh (dänisch Svenshøj), Süderfeld (dänisch Søndermark) und (teilweise) Böklundfeld, außerdem die Hofsiedlungen Baßland und Kellerbude und Norderfeld (dänisch Nørremark) sowie die Streusiedlung Stolkerfeld (dänisch Stolkmark).
Neben der obigen amtlichen Wohnplatzsystematik werden historisch auch Niederstolk (dänisch Nedre Stolk), Oberstolk (dänisch Øvre Stolk) und Schmöhl (dänisch Smøl) als weitere Ortsbezeichnungen genannt.

### Nachbargemeinden
Unmittelbar angrenzende Gemeindegebiete von Stolk sind:
|              | Sieverstedt, Klappholz                      |                  |
| Bollingstedt | Kompassrose, die auf Nachbargemeinden zeigt | Böklund          |
| Idstedt      |                                             | Süderfahrenstedt |

## Geschichte
Der Ortsname ist erstmals 1352 (reg. cap.) schriftlich dokumentiert. Für die Bedeutung des Ortsnamens liegen mehrere Deutungen vor. Möglich ist eine Ableitung von dän. stald, angeldän. stold als Bezeichnung für Stall, Stelle, Standort, evtl. in Verbindung mit adän. *eki für Eichengehälz als Umschreibung für Eichenholz, wo man Bauholz für einen Stall schlug. Ebenfalls möglich ist eine Ableitung auf dän. stol im Sinne eines Bischofsstuhls und dige für einen See, so dass der Name einen zum Bischofsstuhl gehörenden See bezeichnen würde.
Stolk war im Mittelalter vermutlich ein eigenes Kirchspiel. Seine romanische Kirche wurde 1523 letztmals erwähnt. Im Laufe der folgenden Jahrzehnte wurde sie abgetragen und das Baumaterial für die Erweiterung der Kirche zu Fahrenstedt-Böklund verwendet, deren Pfarrbezirk das Dorf zugeschlagen wurde.
Bis zum Deutsch-Dänischen Krieg 1864 gehörte der Ort und das Kirchspiel zur Struxdorfharde (Strukstrup Herred), Gottorp Amt, Herzogtum Schleswig, Dänemark.

## Politik

### Gemeindevertretung
Bei der Kommunalwahl am 14. Mai 2023 wurden insgesamt elf Sitze vergeben. Die Allgemeine Wählergemeinschaft Stolk und die CDU erhielten je vier Sitze, die Grünen zwei und die SPD einen Sitz.

### Wappen
Blasonierung: „In Gold ein gesenkter zerbrochener blauer Bogenbalken zum Schildhaupt, darüber ein grüner Eichenzweig mit drei fächerförmig gestellten Blättern und je einer Eichel außen, unten ein grüner Schwungpflug.“

## Kultur und Sehenswürdigkeiten
In Stolk befindet sich ein Gedenkstein zur Erinnerung an den Generalmajor in Diensten der dänischen Armee Friderich Adolph Schleppegrell, der in der Schlacht bei Idstedt am 25. Juli 1850 getötet wurde. Bei dieser Schlacht war die Umgebung von Stolk Schauplatz schwerer Kämpfe.
Das Ortsbild im Zentrum wird geprägt von einer alten Windmühle an der Hauptstraße, die heute als Wohnhaus dient.

## Wirtschaft und Verkehr
Die Wirtschaft in der Gemeinde ist überwiegend von der Urproduktion der Landwirtschaft geprägt.
Durch das Gemeindegebiet führt im motorisierten Individualverkehr die schleswig-holsteinische Landesstraße 28 im Abschnitt westlich von Böklund in Richtung des Ortes Jübek. Entlang der westlichen Gemeindegrenze beim Ortsteil Stolkerfeld führt in Nord-Süd-Richtung die Landesstraße 317.

## Auszeichnungen
Stolk erhielt 1984 als erstes Dorf in Schleswig-Holstein den Landespreis als umweltfreundliche Gemeinde. Die Renaturierung des Lüngmoors (Lyngmose), eines Hochmoors hat in den 1980er Jahren begonnen.

## Söhne und Töchter der Gemeinde
- Hermann Hagenah (1890–1948), Lehrer und Landeshistoriker
- Peter Börnsen (1896–1986), Politiker (NSDAP).